# Jops Reeman
Gerard „Jops” Simon Reeman (ur. 9 sierpnia 1886 w Amerongen, zm. 15 marca 1959 w Zeist) – piłkarz holenderski grający na pozycji napastnika. W swojej karierze rozegrał 2 mecze i strzelił 1 gola w reprezentacji Holandii.

## Kariera klubowa
W swojej karierze piłkarskiej Reeman grał w klubie Quick Den Haag. W sezonie 1907/1908 wywalczył z nim mistrzostwo Holandii, a w sezonie 1910/1911 zdobył z nim Puchar Holandii.

## Kariera reprezentacyjna
W reprezentacji Holandii Reeman zadebiutował 22 października 1908 roku w przegranym 0:4 meczu Igrzysk Olimpijskich w Londynie z Anglią. Na tych igrzyskach zdobył brązowy medal. Od 1908 do 1909 roku rozegrał w kadrze narodowej 2 mecze i strzelił 1 gola.